# 短星火绒草
短星火绒草（学名：Leontopodium brachyactis）是菊科火绒草属的植物。分布在印度、克什米尔、阿富汗以及中国大陆的西藏等地，生长于海拔3,000米至4,000米的地区，常生长在亚高山干旱草地、高山或坡地，目前尚未由人工引种栽培。